# Хилсборо (Њу Мексико)
Хилсборо (енгл. Hillsboro) насељено је место без административног статуса у америчкој савезној држави Њу Мексико.

## Демографија
По попису из 2010. године број становника је 124.
| Група             | 2000.    | 2010.       |
| Белци             | 0 (0,0%) | 106 (85,5%) |
| Афроамериканци    | 0 (0,0%) | 0 (0,0%)    |
| Азијати           | 0 (0,0%) | 2 (1,6%)    |
| Хиспаноамериканци | 0 (0,0%) | 11 (8,9%)   |
| Укупно            | 0        | 124         |